# København Håndbold
København Håndbold er en dansk kvindehåndboldklub, der blev blev grundlagt 28. februar 2013. Holdet spiller i Damehåndboldligaen. Holdets cheftræner er Bo Spellerberg og assistenttræneren er Mikkel Thomassen.

## Historie
Firmaet bag holdet blev grundlagt d. 24. januar, og d. 16 february overtog de FIFs licens, så de kunne spille i den bedste række, Damehåndboldligaen. Det kunne de, da FIF rykkede op i foråret 2013.
Holdets første sæson var 2013-2014. De endte på 13. pladsen, én plads fra nedrykningsspillet.
I 2016-17 sæsonen nåede de slutspillet for første gang.
Klubben vandt for første gang det danske mesterskab, Damehåndboldligaen, i sæsonen 2017/18, efter at de først vandt grundspillet og senere vandt DM-finalerne over Odense Håndbold. Året for inden havde holdet også spillet sig i deres første DM-finale, efter overraskende resultater i slutspillet mod favoritterne fra FC Midtjylland Håndbold.
I maj 2025 annoncerede klubben at den i fremtiden måtte skære ned på klubbens spillerbudget.

## Resultater
- Damehåndboldligaen:
  - Vinder: 2018
  - Finalist: 2017
- DHF's Landspokalturnering
  - Finalist: 2017
- Super Cup:
  - Vinder: 2018

## Historiske placeringer
Holdets placering gennem sæsonerne, efter overtaget licens fra FIF i Damehåndboldligaen i 2013.
| Sæson     | Grundspil | Slutspil | Pokalturnering | Europæisk kvalifikation |
| --------- | --------- | -------- | -------------- | ----------------------- |
| 2013/2014 | 9         | -        | Kvartfinale    |                         |
| 2014/2015 | 9         | -        | Kvartfinale    |                         |
| 2015/2016 | 7         | -        | Kvartfinale    |                         |
| 2016/2017 | 4         | Sølv     | Kvartfinale    | EHF Cup                 |
| 2017/2018 | 1         | Guld     | Sølv           | EHF Champions League    |
| 2018/2019 | 4         | 4        | Kvartfinale    | EHF Cup                 |
| 2019/2020 | 4         | 4        | 4              |                         |
| 2020/2021 | 5         | 5        | 4              |                         |
| 2021/2022 | 8         | 8        | 4              |                         |
| 2022/2023 | 6         | 6        | Kvartfinale    |                         |
| 2023/2024 | 6         | 5        | Kvartfinale    | EHF European League     |

1. ↑  Hvilken turnering, de har kvalificeret sig til i den efterfølgende sæson

## Historie
Håndbold er blevet spillet i København siden slutningen af 1890’erne, hvor det var en skolegårdsaktivitet. Selskabet København Håndbold A/S blev stiftet den 24. januar 2013, og selskabet overtog den 16. februar 2013 FIF’s licens til at spille håndbold i den danske kvindeliga. København Håndbold spillede den første sæson i 2013/2014, hvor målsætningen var en slutspilsplads. Efter 22 kampe havde tigrene samlet 13 point, hvilket positionerede klubben på en niendeplads. Sæsonen bød på mange tætte opgør, og i særdeleshed vil de to kampe mod Nykøbing Falster Håndboldklub, der blev vundet med et enkelt mål, blive husket af mange i klubben og ikke mindst også sejren over Team Tvis Holstebro på hjemmebane i Frederiksberg-Hallerne. Tilskuerrekorden i klubbens første sæson blev 1072 tilskuere, og tilskuergennemsnittet endte på 571. København Håndbold vandt den første kamp i pokalturneringen over Holbæk med 45-16, men trak i kvartfinalen de forsvarende mestre fra FCM Håndbold og tabte 20-24 efter en heroisk indsats.
Den første sæson bød også på deltagelse i EHF Cuppen, hvor København Håndbold slog ukrainske HC Karpaty og tyske Frisch Auf Göppingen i begge kampe. Kvartfinalerne blev endestationen, da København Håndbold løb ind i det stærke russiske mandskab fra Lada Togliatti. Mie Augustesen blev klubbens ligatopscorer med 88 mål, mens Søs Søby blev kåret til årets spiller.
I sæsonen 2014/2015 endte København Håndbold igen på en niendeplads i ligaen, hvor man fik hentet 15 point i de 22 kampe. Topscorer blev nytilkomne Anne Mette Hansen, som stod for imponerende 114 mål i hendes debutsæson for tigrene, hvor hun desuden blev kåret som årets spiller i klubben. På den samlede topscorerliste for ligaen endte hun på en 5. plads. I pokalturneringen slog klubben i 1/8-finalen BK Ydun med 35-22 i lokalopgøret på Frederiksberg, men de senere vindere fra FCM Håndbold blev igen endestationen i kvartfinalen, som blev tabt med 16-22 på hjemmebane i Frederiksberg-Hallerne, hvor tilskuergennemsnittet endte på 817 tilskuere for hele sæsonen.
Sæsonen 2015/2016 endte med klubbens hidtil bedste placering i ligaen, hvor man i de 22 kampe fik samlet 21 point sammen, og derved endte på en syvendeplads, som desværre lige akkurat ikke gav adgang til slutspillet. Det startede ellers ikke så godt, da holdet i de første syv kampe blot vandt én enkelt kamp, og tabte de resterende seks. Siden da blev spillet bedre, og undervejs blev det bl.a. til sejre over fem af de seks hold, som endte i slutspillet. Således blev både Nykøbing Falster Håndboldklub, Randers HK, Team Tvis Holstebro, Viborg HK og de senere danmarksmestre fra Team Esbjerg alle besejret, og klubben endte på imponerende vis med at vinde de syv sidste hjemmekampe i træk. I gennemsnit overværede 1.069 tilskuere tigrenes hjemmekampe, og årets spiller blev Mia Rej, som også blev klubbens topscorer, da hun bankede 92 mål i kassen i løbet af sæsonen. I pokalturneringen vandt København Håndbold med 34-12 på udebane i 1/8-finalen mod CIF Aarhus, men for tredje sæson i træk ventede FCM Håndbold i kvartfinalen, og desværre kunne midtjyderne igen trække sig sejrrigt ud af dette opgør, denne gang med cifrene 17-27. Ligesom året forinden endte FCM Håndbold også med at vinde pokalturneringen.
Sæsonen 2016/2017 var en på alle måder historisk sæson for København Håndbold. I ligaen endte klubben på fjerdepladsen efter 29 point i de 22 grundspilskampe. Dermed skulle der for første gang i klubbens historie spilles slutspil, hvor man i kvartfinalen sendte Silkeborg-Voel KFUM ud, for derefter at levere en stor overraskelse ved at slå favoritterne fra FCM Håndbold ud i semifinalen. Dermed ventede en finaleserie mod de østdanske rivaler fra Nykøbing Falster Håndboldklub, som desværre endte med et samlet nederlag efter tre spændende opgør. Dermed vandt klubben sølvmedaljerne, som samtidig markerede de første medaljer i klubbens historie. For anden sæson i træk blev Mia Rej både klubbens topscorer med i alt 113 mål i grundspillet (154 mål inkl. slutspil) og kåret til årets spiller i klubben. Tilskuergennemsnittet på hjemmebane endte på 1.022 i grundspillets 11 hjemmekampe, og blev på 1.069 inkl. slutspilskampe.

I pokalturneringen slog man i 1/8-finalen ligarivalerne SK Aarhus med 22-17 på udebane, og for fjerde sæson i træk var modstanderen FCM Håndbold i 1/4-finalen, som i Frederiksberg Hallen slog tigrene med 32-23 og dermed blev København Håndbold igen sorteper mod de senere pokalsølvvindere. I ligaen fortsatte den gode hjemmebanestatisk fra forrige sæson, og det var først i sidste spillerunde af grundspillet at København Håndbold måtte gå fra banen uden point i Frederiksberg Hallen. I alt blev det til en ubesejret stime på 17 kampe i træk i ligaen, som strakte sig over 533 dage.
Sæsonen 2017/2018, var sæsonen der cementerede København Håndbold, som tophold i HTH Ligaen. Klubben endte for første gang i en finale ved DHF's Landspokalturnering 2017, men tabte i finalen til Team Esbjerg, med cifrene 20-31. Efter 22 spillerunder stod klubben ubesejret på hjemmebane, og endnu vigtigere som grundspilsvindere. Dermed ventede et slutspil med hjemmebanefordel og her viste københavnerne igen stærk kontinuitet. Først vandt man sin pulje overbevisende, med 12 ud af 15 mulige point. I semifinalerne ventede Viborg HK, som gav klubben en chokstart ved at vinde 18-24. Københavnerne havde dermed kniven for struben i anden semifinale kamp, men formåede at spille sig til en tredje, og afgørende semifinale med en sejr på 31-25. Den sidste semifinale viste sig at blive en rigtig neglebider, hvor klubben vinder 27-26 og avancerer sig til finalen mod Odense Håndbold. Her vandt klubben første finale kamp 28-25. Og kunne derfor drage mod Odense, med den ene hånd på pokalen. Desværre blev guldmedaljerne udskudt, da man tabte med overbevisende 22-29. Klubben stod derfor overfor den største og vigtigste kamp nogensinde. Heldigvis var et års hård træning og en fyldt Frederiksberg-Hallerne nok og københavnerne kunne ved slutfløjtet juble, de var danske mestre, bare 5 år efter grundlæggelsen af klubben.
Sæsonen 2018/2019 bød på nye udfordringer for klubben. Her skulle man nemlig for første gang deltage i EHF Champions League. Sæsonen startede hårdt ud med indledende gruppespil i EHF Champions League, hvor man avancerede videre til gruppespillet med en andenplads i gruppen. Champions League- gruppespillet, gav sammen med den hjemlige liga et hårdt program for klubben. Og efter nogle hårde måneder måtte klubben se sig slået ud af gruppespillet, hvor man ellers lå a point med Odense Håndbold. De indbyrdes opgør gjorde at Odense Håndbold, trak det længste strå gik og videre med 49-47 samlet. I den HTH Ligaen sluttede klubben på en fjerdeplads. Det betød semifinale mod Team Esbjerg, som gjorde rent bord og slukkede københavnernes finaledrøm med en samlet sejr på 59-48. I bronzekampene mødte klubben igen Odense Håndbold, som viste sig endnu en gang at slukke det sort/hvide håb. Her måtte klubben se sig slået over tre kampe, og sluttede derfor sæsonen med en fjerdeplads.

## Spillertruppen 2025/26
| Nr. | Navn                   | Nationalitet | Alder                     | Position     | I klubben siden |
| --- | ---------------------- | ------------ | ------------------------- | ------------ | --------------- |
| 2   | Bianca Schanssema      | Holland      | 6. januar 2005 (20 år)    | Målvogter    | 2023            |
| 4   | Nikoline Lundgreen     | Danmark      | 7. januar 1998 (27 år)    | Højre back   | 2025            |
| 5   | Clara Skøtt            | Danmark      | 25. december 2002 (22 år) | Højre fløj   | 2021            |
| 6   | Annika Meyer           | Danmark      | 30. maj 1994 (31 år)      | Stregspiller | 2025            |
| 7   | Emilie Ytting Pedersen | Danmark      | 2. august 1999 (25 år)    | Venstre fløj | 2022            |
| 11  | Martha Nickelsen       | Danmark      | 22. juli 2005 (20 år)     | Playmaker    | 2024            |
| 16  | Emilie Firgaard        | Danmark      | 13. juli 2003 (22 år)     | Målvogter    | 2025            |
| 17  | Line Berggren Larsen   | Danmark      | 30. oktober 1998 (26 år)  | Venstre back | 2025            |
| 23  | Anna Mulbjerg          | Danmark      | 11. december 2006 (18 år) | Venstre fløj | 2025            |
| 27  | Sofie Flader           | Danmark      | 4. juni 1996 (29 år)      | Venstre back | 2023            |
| 28  | Anastasija Marsenić    | Montenegro   | 24. februar 2003 (22 år)  | Højre fløj   | 2025            |
| 47  | Agnes Hvidsteen        | Danmark      | 28. januar 2005 (20 år)   | Stregspiller | 2024            |
| 49  | Aimée von Pereira      | Tyskland     | 16. februar 2000 (25 år)  | Venstre back | 2025            |

### Medarbejdere
| Position        | Navn                |
| --------------- | ------------------- |
| Cheftræner      | Bo Spellerberg      |
| Assistenttræner | Jeppe Jonasson      |
| Målmandstræner  | Frederik Odder Skou |
| Holdleder       | Betina Worm         |
| Fysisk træner   | Thor Aarøe Mørck    |
| Fysioterapeut   | Rasmus Munch        |

## Transfers
| Danmark    | Jeppe Jonasson (Ass. træner)                               |
| Tyskland   | Aimée von Pereira - Hentet i Nykøbing Falster Håndboldklub |
| Danmark    | Annika Meyer - Hentet i HH Elite                           |
| Danmark    | Emilie Firgaard - Hentet i Skara HF                        |
| Danmark    | Line Berggren Larsen - Hentet i Aarhus Håndbold            |
| Danmark    | Nikoline Lundgreen - Hentet i Saint-Amand Handball         |
| Montenegro | Anastasija Marsenić - Hentet i ŽRK Budućnost               |

| Danmark  | Mikkel Thomassen (Ass. træner) - Skifter til Nykøbing Falster Håndboldklub |
| Danmark  | Stine Jørgensen - Karrierestop                                             |
| Danmark  | Emma Navne - Skifter til HØJ Elite                                         |
| Danmark  | Anne Christine Bossen - Skifter til Nykøbing Falster Håndboldklub          |
| Schweiz  | Tabea Schmid - Skifter til Team Esbjerg                                    |
| Danmark  | Helene Kindberg - Skifter til Team Esbjerg                                 |
| Norge    | Tonje Løseth - Skifter til Molde Elite                                     |
| Færøerne | Pernille Brandenborg - Skifter til Storhamar HE                            |
| Holland  | Kim Molenaar - Skifter til IK Sävehof                                      |
| Danmark  | Ida Götzsche - Skifter til Aarhus United                                   |
| Danmark  | Freja Cohrt - Karrierestop                                                 |
| Danmark  | Ditte Bach Andersen                                                        |
| Sverige  | Martina Thörn - Skifter til HØJ Elite                                      |

## Tidligere spillere
| - Anne Mette Hansen - Christina Elm - Anne Mette Pedersen - Marianne Bonde - Søs Søby - Pernille Holmsgaard - Christina Krogshede - Mie Augustesen - Stine Knudsen - Nanna Friis - Simone Spur - Sofie Bloch-Sørensen - Ronja Johansen - Josephine Touray - Sofie Flader - Celine Lundbye Kristiansen | - Christina Haurum - Christina Wildbork - Maria Dueholm Sørensen - Annika Meyer - Mai Kragballe - Kelly Dulfer - Myrthe Schoenaker - Ine Stangvik - Emily Stang Sando - Line Bjørnsen - Marie Tømmerbakke - Thea Mørk - Edijana Dafe - Jenny Alm |

### Trænere gennem tiden
- Martin Albertsen (2013-2014)
- Reidar Møistad (2014-2016)
- Claus Mogensen (2016-2022)
- Rasmus Overby (2022-2023)
- Bo Spellerberg (2023-)

## Priser i klubben

### Årets spiller
- Søs Søby (2013-2014)
- Anne Mette Hansen (2014-2015)
- Mia Rej (2015-2018)
- Kelly Dulfer (2018-2019)
- Mia Rej (2019-2020)
- Maria Lykkegaard (2021-2022)
- Stine Jørgensen (2022-2023)

### Topscorere
- Mie Augustesen (88 mål) (2013-2014)
- Anne Mette Hansen (114 mål) (2014-2015)
- Mia Rej (92 mål) (2015-2016)
- Mia Rej (154 mål) (2016-2017)
- Mia Rej (176 mål) (2017-2018)
- Jenny Alm (133 mål) (2018-2019)
- Mia Rej (170 mål) (2019-2020)
- Larissa Nüsser (125 mål) (2020-2021)
- Melissa Petrén (157 mål) (2021-2022)
- Stine Jørgensen (182 mål) (2022-2023)
- Stine Jørgensen (191 mål) (2023-2024)